# 安全地帯X〜雨のち晴れ〜
『安全地帯X〜雨のち晴れ〜』（あんぜんちたいテン〜あめのちはれ〜）は、日本のロックバンドである安全地帯の10枚目のオリジナル・アルバム。
2003年10月22日にSony Music Recordsからリリースされた。オリジナル・アルバムとしては前作『安全地帯IX』より約1年2ヶ月振りのリリースとなった。全曲共に作詞は黒須チヒロ、作曲は玉置浩二が行い、プロデューサーは星勝と金子章平が担当している。
レコーディングは前作に引き続き軽井沢にあるウッドストックスタジオにて行われた。レコーディングは基本的に安全地帯の5名によって行われ、一部の曲でキーボーディストの安藤さと子が参加している他、星や金子もコーラスとして参加している。音楽性としては前作よりも軽快で陽気な楽曲が増えており、またロックナンバーからバラードまで幅広いジャンルを網羅している。
先行シングルとして「雨のち晴れ/ショコラ」がリリースされ、「ショコラ」は江崎グリコ「アーモンドチョコレート」のコマーシャルソングとして使用された。本作はオリコンアルバムチャートにおいて最高位第20位となった。
本作を受けたコンサートツアーの終了後、安全地帯は再びバンド活動の休止宣言を行った。そのため、27枚目のシングル「蒼いバラ/ワインレッドの心」（2010年）と次作の『安全地帯XI ☆Starts☆「またね…。」』（2010年）のリリースまで6年半の休止期間を設ける事になった。

## 背景
前作『安全地帯IX』（2002年）リリース後、安全地帯は「安全地帯コンサートツアー2002」と題したコンサートツアーを同年9月5日の神奈川県立県民ホールから12月18日の名古屋市民会館 大ホールまで31都市全41公演に及んで敢行した。しかし前年に交通事故により腕を負傷していた武沢豊はツアーへの参加を断念し、武沢を除いた4名に安藤さと子、カルロス菅野を加えた変則的な編成でツアーが実施される事になった。
2003年に入り、玉置はNHK総合テレビドラマ『盲導犬クイールの一生』（2003年）に出演、6月16日から7月28日まで全7回が放送された。玉置の連続テレビドラマへの出演は、フジテレビ系木曜劇場『こんな恋のはなし』（1997年）以来、約6年振りとなった。9月22日にはshibuya eggmanにて安全地帯のライブを実施、武沢を含めた5名がフルメンバーでステージ上に登場する事となった。また、shibuya eggmanは安全地帯が1982年のデビュー当時にホームグラウンドとして使用していたライブハウスであった。

## 録音、制作
レコーディングは前作に引き続き軽井沢にあるウッドストックスタジオにて行われ、ストリングスのオーバーダビングのみサウンド・シティにて行われた。プロデューサーはかつてKitty Records所属時代に安全地帯のプロデュースを手掛けていた星勝と金子章平が担当している。この2名が安全地帯のプロデュースに同時に携わるのは『安全地帯VIII〜太陽』（1991年）以来、12年振りの事であった。またレコーディング・エンジニアは玉置の軽井沢時代のソロ作品から前作『安全地帯IX』まで携わっていた高松明治ではなく、玉置の5枚目のアルバム『CAFE JAPAN』（1996年）を手掛けていた田中邦明に変更された。その他、本作のレコーディングは金子の要望によりほぼ全ての曲が一発録りにて行われた。
作詞は前作まで安全地帯の多くの楽曲の作詞を担当していた松井五郎ではなく、当時MISIAなどを手掛けていた黒須チヒロが担当する事となった。松井は「安全地帯を終わらせるというと変だけど、ひとつの節目を作りたかったのかもしれない」と述べており、前作で一つの節目を付けた感覚があったために本作には不参加となった。また黒須の起用に関しては、かつてRCサクセションのアルバム『シングル・マン』（1976年）の再リリースを目指して「シングル・マン再発売実行委員会」を発足させた音楽評論家の吉見佑子が金子に黒須を紹介した事が切っ掛けとなった。
本作のレコーディング中に玉置が憩室炎を再発し、腸を30センチ切除する大手術を受け、7月から8月にかけて入院する事態となった。この事は当時外部には一切伏せられており、武沢の交通事故による怪我や玉置の入院により、安全地帯にネガティブなイメージが付かないように配慮した結果であった。そのような思惑があった事も影響し玉置は驚異的な回復を遂げ、9月22日のshibuya eggmanでのライブには復帰する事となった。

## リリース、音楽性、プロモーション、アートワーク
本作は2003年10月22日にSony Music RecordsよりSACDとCD-DAのハイブリッド盤にてリリースされた。初回限定盤にはシングル「雨のち晴れ」、「ショコラ」のPVおよびメイキングシーンを収録したDVDが付属され2枚組でリリースされた。玉置浩二の自伝本『玉置浩二 幸せになるために生まれてきたんだから』において志田歩は、サウンド面や歌詞に関して前作よりも軽快で陽気な要素が増えた事を指摘し、本作のアレンジに関しては「ギター・バンドとしての冒険心もアピールする内容となっていた」と述べ、「玉置だけでなくみんなでアイデアを出し合ってポップな作品を作ろうとした気配がうかがえる」と総括している。
前作のジャケットや歌詞カードでの写真などは、メンバー全員がスーツを身に纏いシックなイメージであったのに対し、本作ではメンバー全員の衣装がラフでカラフルなものになっている。これに関して志田は「気取りのないカジュアルなもの」と指摘した上で、安全地帯の活動休止期間中にロマンス・グレーになっていた玉置に関しては、「もうちょっと大人びた服のほうが似合っていたのではないだろうか」と疑問を投げかけている。
本作の収録曲の内、「茜」は本作リリース以前に玉置が主演したテレビ映画『最後の弾丸』（1994年）においてインストゥルメンタル版がエンドロールに使用され、「ショコラ」は江崎グリコ「アーモンドチョコレート」のコマーシャルソングとして使用された。その後2017年11月22日にはデビュー35周年を記念してLP盤を再現した紙ジャケット、SHM-CDにて再リリースされた。

## ツアー
本作を受けてのコンサートツアー「安全地帯コンサートツアー2003」は、本作リリース前となる同年10月3日の八千代市市民会館から12月28日の東京厚生年金会館まで38都市全45公演に及んで開催された。このツアーによって完全復活を遂げたように見えた安全地帯であったが、玉置はアルバム制作やこのツアーを素直に楽しむことができず、その事を星や金子に相談する事ができずにいる状態であった。安全地帯の復活は切り札であったと玉置は述べ、復活した事自体は素直に「ものすごく嬉しかった」と述べたものの同時に「自分の中でなにかが終わった」という感覚も覚え、一方的に活動休止宣言を行う事となった。これにより、玉置はメンバーやスタッフの期待を裏切る形となった事の重責により精神的に強く落胆する事となった。

## 批評、チャート成績
| 専門評論家によるレビュー | 専門評論家によるレビュー |
| レビュー・スコア         | レビュー・スコア         |
| 出典                     | 評価                     |
| ------------------------ | ------------------------ |
| CDジャーナル             | 肯定的                   |
| TOWER RECORDS ONLINE     | 肯定的                   |

批評家たちからは本作の音楽性や玉置の歌唱力に対して肯定的な意見が挙げられている。音楽情報サイト『CDジャーナル』では、軽快なロックナンバーから切ないバラードまで幅広く収録されている事を指摘した上で、「これぞ大人のロックと呼べる世界を聴かせてくれる」と肯定的に評価した。また、「幅広い表情をもった楽曲の数々を、玉置浩二の圧倒的なヴォーカルで彩っている」と称賛した。音楽情報サイト『TOWER RECORDS ONLINE』では、本作が安全地帯の10作目のアルバムである事に触れた上で、収録曲に関しては「様々な顔を見せるバンドサウンド」と表現し、また「圧倒的な玉置浩二のボーカル力を感じさせる」と称賛した。
本作はオリコンアルバムチャートにおいて最高位第20位の登場週数5回となり、売り上げ枚数は1.9万枚となった。本作の売り上げ枚数は1988年以降の安全地帯のアルバム売上ランキングにおいて第12位となった。2022年に実施されたねとらぼ調査隊による安全地帯のアルバム人気ランキングでは第11位、2023年に実施された同ランキングでは第12位となった。

## 収録曲

### SACD Hybrid
- CDブックレットに記載されたクレジットを参照[24]。

| #         | タイトル                   | 作詞       | 作曲      | 編曲                                 | 時間  |
| --------- | -------------------------- | ---------- | --------- | ------------------------------------ | ----- |
| 1.        | 「明星」                   | 黒須チヒロ | 玉置浩二  | 安全地帯、星勝、金子章平、安藤さと子 | 6:54  |
| 2.        | 「雨のち晴れ」             | 黒須チヒロ | 玉置浩二  | 安全地帯、星勝、金子章平、安藤さと子 | 3:32  |
| 3.        | 「茜」                     | 黒須チヒロ | 玉置浩二  | 安全地帯、星勝、金子章平、安藤さと子 | 3:35  |
| 4.        | 「カメレオン」             | 黒須チヒロ | 玉置浩二  | 安全地帯、星勝、金子章平、安藤さと子 | 4:02  |
| 5.        | 「ショコラ」               | 黒須チヒロ | 玉置浩二  | 安全地帯、星勝、金子章平、安藤さと子 | 3:56  |
| 6.        | 「この星はみんなの星」     | 黒須チヒロ | 玉置浩二  | 安全地帯、星勝、金子章平、安藤さと子 | 4:20  |
| 7.        | 「薔薇」                   | 黒須チヒロ | 玉置浩二  | 安全地帯、星勝、金子章平、安藤さと子 | 3:28  |
| 8.        | 「水のない噴水」           | 黒須チヒロ | 玉置浩二  | 安全地帯、星勝、金子章平、安藤さと子 | 4:41  |
| 9.        | 「負け戦」                 | 黒須チヒロ | 玉置浩二  | 安全地帯、星勝、金子章平、安藤さと子 | 3:00  |
| 10.       | 「月見草」                 | 黒須チヒロ | 玉置浩二  | 安全地帯、星勝、金子章平、安藤さと子 | 3:33  |
| 11.       | 「いつの日か会いましょう」 | 黒須チヒロ | 玉置浩二  | 安全地帯、星勝、金子章平、安藤さと子 | 4:31  |
| 12.       | 「夜間飛行」               | 黒須チヒロ | 玉置浩二  | 安全地帯、星勝、金子章平、安藤さと子 | 3:35  |
| 合計時間: | 合計時間:                  | 合計時間:  | 合計時間: | 合計時間:                            | 49:07 |

### DVD
1. 「雨のち晴れ」 (VIDEO CLIP)
2. 「ショコラ」 (VIDEO CLIP)
3. 「MAKING」

## スタッフ・クレジット
- CDブックレットに記載されたクレジットを参照[25]。

### 安全地帯
- 玉置浩二 – ボーカル、ギター、コーラス
- 矢萩渉 – ギター、コーラス
- 武沢豊 – ギター、コーラス
- 六土開正 – ベース、コーラス
- 田中裕二 – ドラムス、コーラス

### 参加ミュージシャン
- 安藤さと子 – キーボード、アコーディオン、コーラス
- 星勝 – コーラス、ストリングス・アレンジ
- 金子章平 – コ－ラス
- 金子飛鳥グループ – ストリングス

### 録音スタッフ
- 星勝 – プロデューサー
- 金子章平 – プロデューサー
- 田中“Teppei”邦明 – レコーディング・エンジニア、ミキシング・エンジニア
- 小轍徹 (JVC) – マスタリング・エンジニア

### 美術スタッフ
- 島尻一成（ソニー・ミュージックコミュニケーションズ） – アート・ディレクション
- 吉田恒星 (JUNK LAND) – 写真撮影
- 鍋田由美 – スタイリスト
- 吉田和則 – ヘアー&メイク・アップ
- 宮内直人 (SUGAR) – ヘアー&メイク・アップ

### 制作スタッフ
- 高木伸二 (Sony Music Records) – A&R
- 大島美奈子 (Sony Music Records) – A&R
- ソニー・ミュージック・プロモーション・ルーム – プロモーション
- ソー・ハナオカ（ソニー・ミュージックディストリビューション） – セールス・プロモーション
- 斉藤剛（ソニー・ミュージックディストリビューション） – セールス・プロモーション
- 黒木大哲（ソニー・ミュージックディストリビューション） – セールス・プロモーション
- 辻野学（ソニー・ミュージックディストリビューション） – セールス・プロモーション
- 渡辺久美子（ソニー・ミュージックコミュニケーションズ） – プロダクト・コーディネーション

- 金子洋明オフィス – マネージメント・オフィス
- アンクルオニオン – マネージメント・オフィス
- KATZ SONGS – マネージメント・オフィス
- 五十嵐リエ（アンクルオニオン） – マネージメント・デスク
- やなぎさわとしゆき（ウッドストック） – アーティスト・サポート
- 平賀裕二（サウンドクルー） – インストゥルメント・テクニシャン
- 金子洋明（金子洋明オフイス） – エグゼクティブ・プロデューサー
- 村松俊亮 (Sony Music Records) – エグゼクティブ・プロデューサー

- 中田たけし – スペシャル・サンクス
- さとうひろのり – スペシャル・サンクス
- しらいまさよし – スペシャル・サンクス
- 吉見佑子 – スペシャル・サンクス
- 大川正義 – スペシャル・サンクス
- さとうやすひろ – スペシャル・サンクス
- Yagi-chan – スペシャル・サンクス

## チャート
| チャート         | 最高順位 | 登場週数 | 売上数  | 出典  |
| ---------------- | -------- | -------- | ------- | ----- |
| 日本（オリコン） | 20位     | 5回      | 1.9万枚 | [ 2 ] |

## リリース日一覧
| No. | リリース日     | レーベル                                 | 規格              | カタログ番号  | 備考                   | 出典          |
| --- | -------------- | ---------------------------------------- | ----------------- | ------------- | ---------------------- | ------------- |
| 1   | 2003年10月22日 | Sony Music Records                       | SACD Hybrid + DVD | SRCL-10001～2 | 初回限定盤             | [ 11 ] [ 1 ]  |
| 2   | 2003年10月22日 | Sony Music Records                       | SACD Hybrid       | SRCL-10003    | 通常盤                 | [ 26 ] [ 27 ] |
| 3   | 2012年11月7日  | ソニー・ミュージックダイレクト           | AAC-LC            | -             | デジタル・ダウンロード | [ 28 ]        |
| 4   | 2012年11月7日  | ソニー・ミュージックダイレクト           | ロスレスFLAC      | -             | デジタル・ダウンロード | [ 29 ]        |
| 5   | 2017年11月22日 | ソニー・ミュージックダイレクト／GT music | BSCD2             | MHCL-30475    | 紙ジャケット仕様       | [ 19 ] [ 30 ] |